# Auguste Peltzer
Guillaume Auguste Peltzer (* 18. August 1831 in Verviers; † 20. März 1893 ebenda) war ein belgischer Tuchfabrikant und Politiker.

## Leben und Wirken

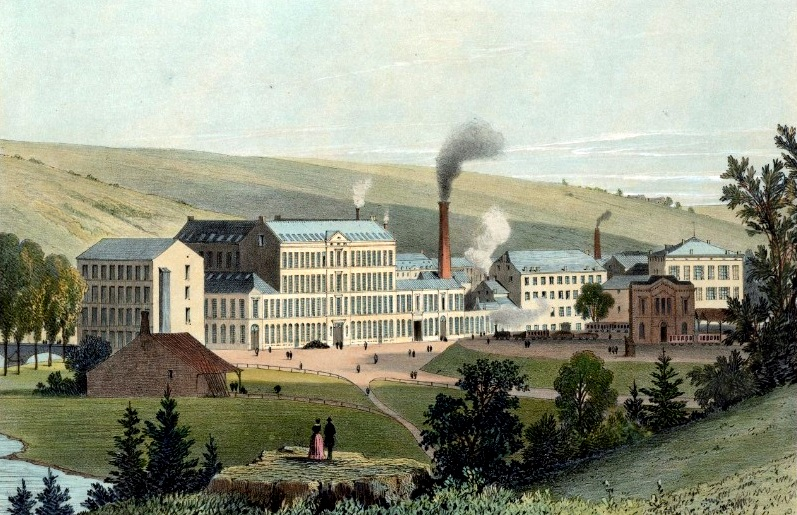
Tuchfabrik Peltzer in Verviers, vor 1890
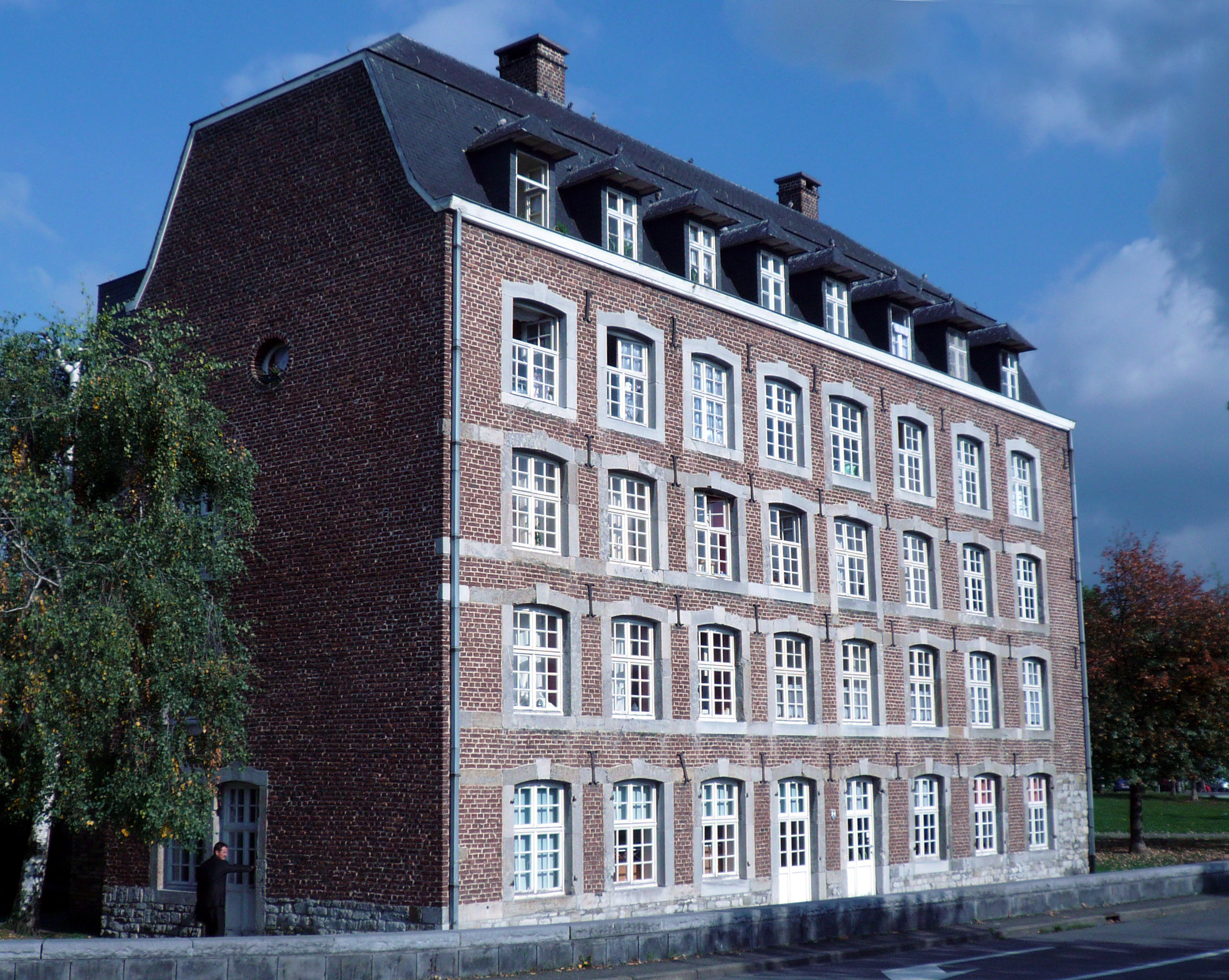
Ehem. Tuchmanufaktur Peltzer, Verviers (2005)

Auguste Peltzer war der Sohn des Tuchfabrikanten Henri Édouard Peltzer (1797–1866) und der Johannetta Philippine Emma Manskopf (1805–1890) sowie Bruder von Paul Nicolas Édouard Peltzer.
Nach seiner Fachausbildung an der „Zentralen Schule für Handel und Industrie“ („École centrale de commerce et d'industrie“) in Brüssel und dem Tod seines Vaters im Jahr 1866 erbte Auguste Peltzer zusammen mit seinem Bruder Paul Nicolas Édouard die väterliche „Tuchfabrik Peltzer“, vormals „Lieutenant & Peltzer“. Die auf die Herstellung von Wollstoffen und Leder spezialisierte Fabrik hatte bereits sein Großvater Johann Heinrich Peltzer (1763–1809), der aus der Stolberger Linie der protestantischen Kupfermeisterfamilie Peltzer abstammte, in Verviers gegründet und wurde nunmehr als „Peltzer & Fils“ weitergeführt. Augustes ältester Bruder, Philippe Henri Peltzer (1828–1902), konzentrierte sich dagegen auf die Filialen und den Großhandel im Ausland, vor allem in Buenos Aires und in Brüssel.
Während sein Bruder und Mitgesellschafter Édouard schwerpunktmäßig die Aufgaben eines technischen Direktors bekleidete, nahm Auguste Peltzer als Verwaltungsdirektor eher gesamtunternehmerische Aufgaben wahr. Er unternahm hierzu zahlreiche Auslandsreisen zu den internationalen Handelspartnern und zu seiner Niederlassung in Buenos Aires und reiste regelmäßig zum Wollauktionsmarkt in London. Eine seiner ersten Maßnahmen war Ende der 1860er-Jahre die Übernahme der „Spinnerei Peters“, die als „Peltzer & Fils“ weitergeführt wurde, sowie die Einrichtung einer Schaflederfärberei unter der Firmierung „Peltzer & Cie.“, beide in der nur etwa 15 Kilometer entfernten Stadt Eupen, die zusammen mit dem Kreis Eupen im Jahr 1815 dem Preußischen Staat zugeteilt worden war. 
Nachdem ab Mitte des 19. Jahrhunderts in vielen Ländern ein Wechsel von der bisher üblichen Herstellung der Streichgarnprodukte auf Tuche aus Kammgarn vonstattenging, sah Peltzer 1876 die Notwendigkeit, auch sein Unternehmen in Verviers um eine Kammgarnmühle zu erweitern. Der anfangs mit 5000 Spindeln ausgestattete neue Arbeitsbereich wuchs in den nächsten Jahren auf 15.000 Spindeln an. Für diesen Erfolg erhielt „Peltzer & Fils“ im Jahr 1879 den mit 6000 Belgischen Franken dotierten „Le Prix Gouvy et Deheselle“ der „Industrie- und Handelsgesellschaft Verviers“ („Société industrielle et commerciale de Verviers“), die 1863 unter anderem von seinem Vater mitgegründet worden war. Peltzer spendete diesen Betrag einer Stiftung zugunsten verdienstvoller Schüler der kommunalen Gemeindeschulen, die am 18. Januar 1881 per königliches Dekret bestätigt wurde.

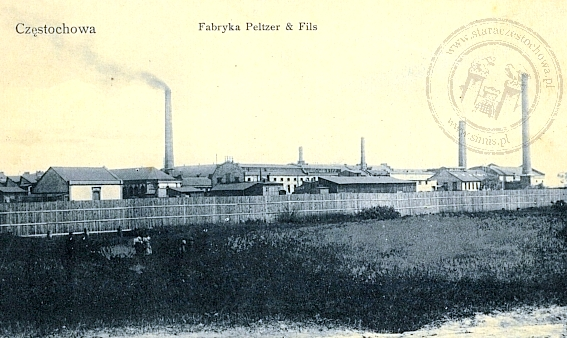
Peltzer & Fils, Tschenstochau

Peltzer war zudem darum bemüht, wenn nötig auch seine Zulieferer zu unterstützen und setzte sich deshalb unter anderem für den Erhalt des vor der Schließung stehenden „Délainage“-Betriebes Bomerson in Paris ein, wo die Schafwolle vom Leder getrennt wurde, ohne das Leder dabei selbst zu beschädigen. Dafür erhielt Peltzer im Jahr 1884 zusammen mit seinem Partner Charles Centner erneut eine Ehrung mit dem „Prix Gouvy et Deheselle“. Schließlich wurde auf seine Initiative hin im Jahr 1885 noch die Niederlassung „Peltzer & Fils“ in Tschenstochau (Polen; zu jener Zeit Russland) als letzte Aktion seiner Expansionspolitik eingerichtet.
Neben seinem beruflichen Engagement war Peltzer politisch aktiv und wurde zunächst von 1864 bis 1887  in den Gemeinderat der Stadt Verviers gewählt. Darüber hinaus saß er von 1871 bis 1874 für die 1846 gegründete Liberale Partei Belgiens (Parti libéral, diese ging 1961 in das Mouvement Réformateur über) im Provinzialrat der Provinz Lüttich und vertrat ab 1874 bis zu seinem Tod den Bezirk Verviers als Senator im Belgischen Senat. Als Politiker setzte er sich sowohl für den internationalen Freihandel als auch für den sozialen Fortschritt ein und unterstützte unter anderem die Gründungen von Schulen und Bibliotheken, plädierte für die Ausweitung der Wehrpflicht und förderte die Einführung der allgemeinen Gymnastik.
Am 20. Mai 1893 starb Peltzer infolge eines schweren Unfalls.
Auguste Peltzer war in erster Ehe verheiratet mit Lucie Cornélie Bacot (1839–1872), mit der er die Söhne  Paul (1859–1920), Georges (1861–1932), Auguste Henri Germain (1865–1936) und René (1869–1947) bekam. Nach dem Tod seiner Frau heiratete er Hélène Gay (1847–1909), die ihm die Töchter Georgina Mathilde Lucine (1876–1963) und Lucie Céline Germaine (1878–1976), die später den Politiker Charles Graux ehelichte, gebar.
Alle vier Söhne von Auguste Peltzer stiegen zusammen mit seinem Neffen und Sohn seines Bruders Paul Henri Édouard, Édouard Peltzer in das Familienunternehmen ein, das im Jahr 1931 in eine Aktiengesellschaft nach belgischem Recht (Société Anonyme / S.A.) umgewandelt wurde. Als letzte der Familie waren Augustes Enkel André Peltzer (1882–1966) und Urenkel Georges Peltzer (* 1924) für das Unternehmen tätig, das 1965 von der Firma Iwan Simonis mit dem Schwerpunkt exklusive Bettwäsche und kostbare Billardtuche übernommen wurde. André Peltzer war zuvor Präsident des belgischen Zentralen Wollkomitees, wurde 1957 zum Ritter geschlagen und erhielt den Titel eines Barons. Georges Peltzer war der letzte Verwaltungsratsvorsitzender der Holding „Peltzer et Fils“ und wurde 2001 zum Ehrenbürger von Verviers ernannt.
Ebenso erwarben alle vier Söhne zusammen mit ihrem Vetter im Jahr 1896 das 100 Hektar große Grundstück „Domaine de Nivezé“, das zuvor dem Industriellen Edmond Joseph Adolphe Simonis gehört hatte. Es gliederte sich in fünf Parzellen, von denen Paul Peltzer die „Le Nivezé Farm“, George Peltzer „Le Vieux-Nivezé“, Auguste Henri La Fraineuse und René „Le Haut-Neubois“ sowie Édouard Peltzer „Le Neubois“ erhielten, wo sie dann repräsentative Herrenhäuser errichteten, die zum Teil sowohl im Ersten als auch im Zweiten Weltkrieg als Unterschlupf, Stützpunkte und Kommandozentralen eine bedeutende Rolle spielten.